# Marcin Piechowicz
Marcin Piechowicz (ur. 19 marca 1993 w Dąbrowie Górniczej) – polski koszykarz grający na pozycji rozgrywającego. Wychowanek MKS-u Dąbrowy Górniczej. W drużynie seniorskiej tego klubu występował w latach 2009–2017. Obecnie jest ponownie zawodnikiem MKS-u Dąbrowy Górniczej.

## Życiorys
Jest wychowankiem MKS-u Dąbrowy Górniczej. W klubie tym trenuje od 2004 roku. W rozgrywkach juniorskich zdobył wicemistrzostwo Polski juniorów starszych.
W rozgrywkach seniorskich na szczeblu centralnym zadebiutował w sezonie 2009/2010, biorąc udział w 8 meczach I ligi. W I lidze występował do końca sezonu 2013/2014. W tym czasie grał na różnych pozycjach – karierę zaczynał jako rozgrywający, a później, gdy rósł był ustawiany na pozycjach położonych bliżej kosza rywali, aż do środkowego. W 2012 roku, w związku z kontuzjami innych koszykarzy MKS-u występujących na pozycji rozgrywającego zaczął grać na tej pozycji, która od tego czasu stała się jego nominalną.
W sezonie 2014/2015 zadebiutował w najwyższej klasie rozgrywkowej. W pierwszych 6 meczach na tym poziomie zdobywał średnio po około 10 punktów (przy skuteczności rzutów z gry wynoszącej około 62%) i 2 asysty, jednak później doznał kontuzji stawu skokowego, po której przez kolejne 4 tygodnie nie grał w meczach ligowych. Ostatecznie w pierwszym sezonie w PLK rozegrał 26 spotkań, w których zdobywał przeciętnie po 5,6 punktu, 2,2 zbiórki i 1,8 asysty na mecz.
Marcin Piechowicz jest bratem Marka Piechowicza, również koszykarza.
3 czerwca 207 został zawodnikiem Rosy Radom.
2 czerwca 2021 zawarł po raz kolejny w karierze umowę z MKS-em Dąbrowa Górnicza.

## Osiągnięcia
Stan na 4 czerwca 2021.
- Zaliczony do I składu kolejki EBL (13 – 2020/2021)[9]